# Rastoki
Rastoki is een plaats in de gemeente Jastrebarsko in de Kroatische provincie Zagreb. De plaats telt 106 inwoners (2001).